# Auzelles
Auzelles ist eine französische Gemeinde mit 388 Einwohnern (Stand: 1. Januar 2022) im Département Puy-de-Dôme in der Region Auvergne-Rhône-Alpes. Sie gehört zum Arrondissement Ambert und zum Kanton Les Monts du Livradois (bis 2015: Kanton Cunlhat).

## Geographie
Auzelles liegt etwa 39 Kilometer ostsüdöstlich von Clermont-Ferrand im Regionalen Naturpark Livradois-Forez. Nachbargemeinden von Auzelles sind Saint-Dier-d’Auvergne im Norden und Nordwesten, Ceilloux im Norden, Cunlhat im Osten und Nordosten, Saint-Amant-Roche-Savine im Südosten, Saint-Éloy-la-Glacière im Süden und Südosten, Échandelys im Süden, Brousse im Westen sowie Saint-Jean-des-Ollières im Nordwesten.

## Bevölkerungsentwicklung
| Jahr                       | 1962 | 1968 | 1975 | 1982 | 1990 | 1999 | 2006 | 2013 |
| Einwohner                  | 552  | 465  | 390  | 328  | 325  | 331  | 336  | 355  |
| Quellen: Cassini und INSEE |      |      |      |      |      |      |      |      |

## Sehenswürdigkeiten
- Kirche Saint-Blaise, Monument historique seit 1983
- Wallburg (Motte) in Pailler
- Burg Montbossier